# 伯爾吉什鄉

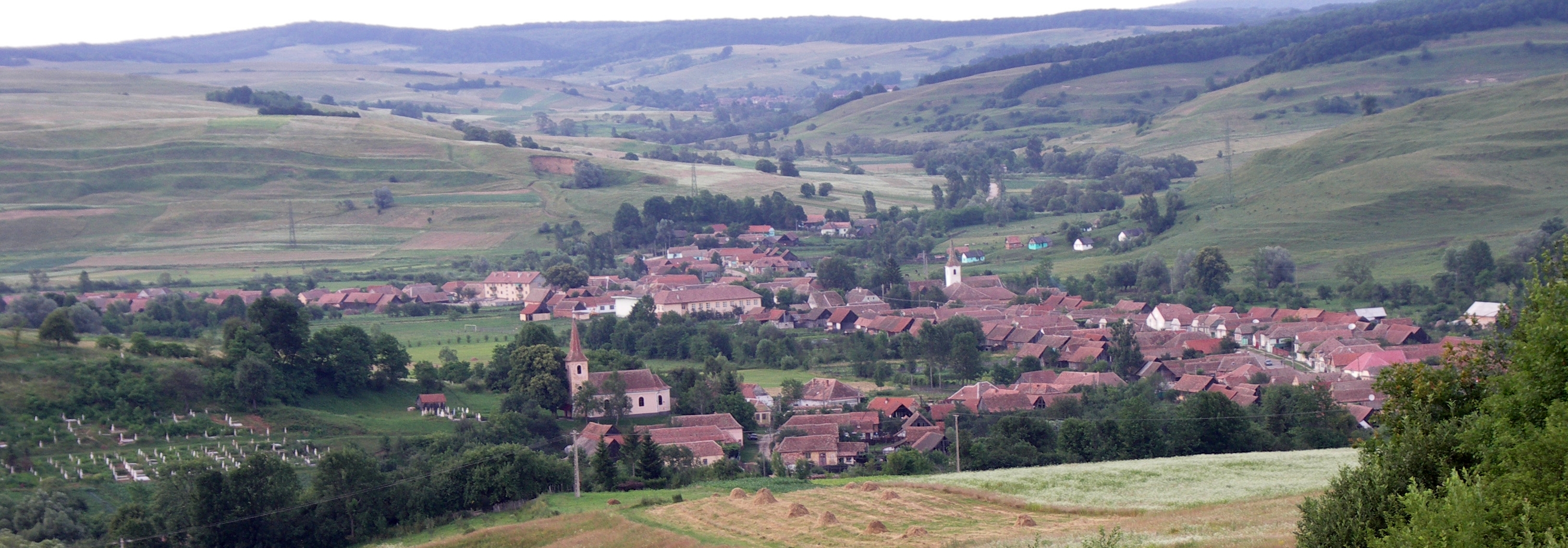

45°58′48″N 24°31′48″E / 45.98000°N 24.53000°E
伯爾吉什鄉（羅馬尼亞語：Comuna Bârghiș, Sibiu），是羅馬尼亞的鄉份，位於該國中部，由錫比烏縣負責管轄，面積100平方公里，海拔高度532米，2011年人口1,953，人口密度每平方公里20人。